# Pallacanestro agli Island Games 2013 - Torneo maschile
Il torneo di pallacanestro agli Island Games 2013, si è svolto dal 30 giugno al 6 luglio 2007, nell'isola di Bermuda.
La competizione ha visto lo svolgersi di un torneo riservato a sole due selezioni, con la conseguente affermazione di Bermuda su quella di Saaremaa.
Si festeggia solo la medaglia d'oro.

## Svolgimento

### Gruppo A
| Squadra  | V - P | Pf - PS   | +/- | Pts |
| -------- | ----- | --------- | --- | --- |
| Bermuda  | 2 - 0 | 125 - 113 | +12 | 4   |
| Saaremaa | 0 - 2 | 113 - 125 | -12 | 0   |

| Bermuda 14 luglio 2013, ore 19:00 | Bermuda | 58 – 51 | Saaremaa | Bermuda College Gynnasium |

| Bermuda 16 luglio 2013, ore 19:00 | Saaremaa | 62 – 67 | Bermuda | Bermuda College Gymnasium |

### Finale
| Bermuda 18 luglio 2013, ore 19:00 | Bermuda | 61 – 38 | Saaremaa | Bermuda College Gymnasium |

## Classifica
| Oro | Bermuda  |
| 2.  | Saaremaa |

## Fonti
- IslandGames.net: 2013 basketball results (PDF) [collegamento interrotto], su islandgames.net.